# El último abrazo
El último abrazo es un cortometraje documental de 29 minutos de duración dirigido por Sergi Pitarch Garrido y realizado en 2014 por la productora de Gandia Ambra Projectes Cultural s. El documental está nominado a los premios Goya 2015.

## Trama
Hace unos años en Valencia, el director del cortometraje compró un bolso por un euro en una subasta informal. En su interior había muchos papeles y, entre ellos, dos cartas de suicidio sin enviar fechadas en 1946, en las que el autor anuncia su inminente muerte como consecuencia de las secuelas de la guerra, la cárcel y la pérdida de sus seres queridos.
El último abrazo es un documental observacional en el que se relata la investigación que lleva, desde el hallazgo de las cartas, hasta el descubrimiento de la identidad del autor. A través de las cartas se desvela la amarga realidad de toda una generación de españoles que vio truncada su vida radicalmente, que sufrió la guerra, el exilio y la desesperación en la convulsa Europa de mediados del siglo XX.

## Producción
Se trata de un cortometraje financiado a través de micromecenazgo. Fue grabado entre los meses de enero y junio de 2014.

## Reconocimientos
El cortometraje fue nominado a los Premios Goya 2015 de la Academia de las Artes Cinematográficas de España. Asimismo fue seleccionado en la Sección Oficial del Festival De Cine Español de Málaga 2015 y ganó el premio del público del Festival Internacional de Cine de Lanzarote de ese mismo año. Premio al mejor guion en el FESCIMED 2017.